# بلسان ساند كات
بلسان ساند كات هي مركبة ذات درع مركب من تصميم شركة بلسان ساسا الإسرائيلية، تم إنتاج ما يقرب من 700 عربة منذ عام 2004، بينما لم تصدر الشركة إي تفاصيل عن مبيعاتها فأنه من المعروف بأنها تخدم في 16 دولة على الأقل.